# Roby Ferrante
Roby Ferrante, nome d'arte di Roberto di Napoli (Roma, 19 dicembre 1942 – Altopascio, 19 agosto 1966), è stato un cantante e compositore italiano.

## Biografia
Figlio di un dentista e studente in giurisprudenza presso l'Università di Roma, nei primi anni sessanta prende parte ad alcuni spettacoli di Alighiero Noschese.
In seguito scrive brani per artisti sotto contratto con l'etichetta discografica RCA.
Partecipa al Festival di Sanremo 1964 con Ogni volta, di cui compone la musica, mentre il testo è opera di Carlo Rossi. Il brano ottiene un notevole successo, soprattutto nella versione del suo partner Paul Anka.
Nell'estate dello stesso anno partecipa, nel girone B, al Cantagiro, con la canzone Non ti ricordi più.
Nel 1965 si esibisce nuovamente al Cantagiro, sempre nella sezione degli artisti emergenti, col pezzo Il giorno mio.
Nello stesso anno prende parte al film Questo pazzo, pazzo mondo della canzone, nel quale interpreta sé stesso e propone il brano Tu sei sempre.
Fra le altre sue incisioni, Il pacchetto e No, non mi puoi lasciare.
Trascorse la notte del 18 agosto 1966 presso il locale "La Bussola" di Marina di Pietrasanta, dove si esibivano Charles Aznavour e Amália Rodrigues. All'alba del giorno successivo morì all'età di 23 anni in un incidente stradale, nei pressi di Altopascio. Erano con lui altre due persone, tra cui il fotoreporter Rino Barillari, che rimase gravemente ferito e venne ricoverato all'ospedale di Lucca.

## Filmografia
- Questo pazzo, pazzo mondo della canzone di Bruno Corbucci e Giovanni Grimaldi (1965)
- Viale della canzone di Tullio Piacentini (1965)

## Discografia

### 45 giri/EP
- 1962: Il pacchetto/Due foglie (RCA Italiana, PM45-3097)
- 1962: La nave talpa/Una donna come te (RCA Italiana, PM45-3139)
- 1964: Ogni volta/Sono un ragazzo (ARC, AN 4003)
- 1964: Tu sei sempre/Non ti ricordi più (ARC, AN 4006)
- 1964: Il biliardo/Non ti ricordi più/Ogni volta/Sono un ragazzo (RCA Records, TP-196), pubblicato in Portogallo
- 1964: Tu eres siempre/No recordaré más/cada vez/Soy un chico (RCA Victor, 3-20807), pubblicato in Spagna
- 1965: Il giorno mio/Fratello mio (ARC, AN 4057)

### Apparizioni
- xxxx: Disco Refrain! (RCA Italiana, EM-9), con il brano Non ti ricordi più
- xxxx: Cantagiro (RCA Victor, BBL-173), con i brani Sono un ragazzo, Non ti ricordi più e Tu sei sempre
- 1964: Da Hollywood a Cinecittà (RCA Italiana, PML 10363), con il brano Non ti ricordi più
- 1964: La RCA Italiana presenta i dischi per le vacanze '64 (RCA Italiana, SPEC - 3), con il brano Non ti ricordi più
- 1964: I successi dell'estate '64 (ARC, ALP 11001), con i brani Non ti ricordi più e Ogni volta
- 1967: Música de películas (RCA Victor, LPM 10334), con il brano No recordaré más, pubblicato in Spagna
- 1984: Gli anni '60 - Volume 9 (RCA Records, CL 70333), con il brano Non ti ricordi più
- 1984: Gli anni '60 (RCA Records, CL 70335 (10)), con il brano Non ti ricordi più
- 1993: Red Ronnie Quei favolosi anni '60 (Fratelli Fabbri Editori, QFAS 53), con il brano Non ti ricordi più
- 1996: Italian Graffiti 1964·1966 (RCA Italiana, 74321404152 (2)), con il brano Non ti ricordi più
- 1998: Red Ronnie Quei favolosi anni '60 (RCS MediaGroup, 24), con il brano Non ti ricordi più
- 2001: Da Sanremo al Cantagiro (ARC, 4321860072), con il brano Ogni volta
- 2001: Spiaggia, mare e Juke-Box (ARC, 4321860072), con i brani Non ti ricordi più e Il biliardo
- 2001: 	L'Arc al cinema (ARC, 4321860072), con il brano Tu sei sempre

## Canzoni scritte da Roby Ferrante
- 1962 - Il pacchetto - per Roby Ferrante - musica di Roby Ferrante - testo di Roby Crispiano
- 1962 - Due foglie - per Roby Ferrante - musica di Roby Ferrante - testo di Roby Crispiano
- 1962 - Alla mia età - per Rita Pavone - musica di Roby Ferrante - testo di Carlo Rossi
- 1962 - La nave talpa - per Roby Ferrante - musica di Robifer (Roby Ferrante) - testo di Carlo Rossi
- 1962 - Una donna come te - per Roby Ferrante - testo di Carlo Rossi
- 1964 - Ogni volta - per Paul Anka, Roby Ferrante - musica di Robifer (Roby Ferrante) - testo di Carlo Rossi
- 1964 - La piroga - per The Flippers - musica di Ennio Morricone e Roby Ferrante - testo di Carlo Rossi
- 1964 - Estate senza te - per Paul Anka - testo di Carlo Rossi.
- 1964 - Senza te io me moro - per Paul Anka - testo di Carlo Rossi
- 1964 - Sono un ragazzo - per Roby Ferrante - musica di Robifer (Roby Ferrante) - testo di Carlo Rossi
- 1964 - Il biliardo - per Roby Ferrante - musica di Robifer (Roby Ferrante) - testo di Carlo Rossi
- 1964 - La forza del destino - per Neil Sedaka - musica di Robifer (Roby Ferrante) - testo di Carlo Rossi
- 1965 - Il giorno mio - per Roby Ferrante - musica di Aldo Tamborrelli e Roby Ferrante - testo di Carlo Rossi
- 1965 - Fratello mio - per Roby Ferrante - musica di Aldo Tamborrelli e Roby Ferrante - testo di Carlo Rossi